# Miss Internacional 1962
Miss Internacional 1962 fue la 3.ª edición de Miss Internacional que fue celebrada el 18 de agosto de 1962 en Long Beach, Estados Unidos. El concurso fue presentado por Byron Palmer. En esta tercera versión debutó Antillas, Liberia, Nicaragua y República Dominicana. Participaron 50 delegadas de todo el mundo. Al final del evento, Miss Australia Tania Verstak pasó a ganar la corona de Miss Internacional 1962 y fue coronada por su antecesora Miss Internacional 1961 Stam van Baer de Países Bajos.

## Resultados
| Resultado final         | Candidata |
| Miss Internacional 1962 | - Australia - Tania Verstak |
| 1.ª finalista           | - Argentina - María Victoria Bueno |
| 2.ª finalista           | - Panamá - Ana Maruri |
| 3.ª finalista           | - Países Bajos - Catharina Lodders |
| 4.ª finalista           | - Estados Unidos - Carolyn Joyner |
| Semifinalistas (Top 15) | - Taiwán - Anne Yui Fang - Ecuador - Margarita Arosemena Gómez - Inglaterra - Sue Burgess - Finlandia - Eeva Malinen - Alemania - Erni Jung - Islandia - Maria Gudmundsdóttir - Irlanda - Mona Burrows - Israel - Nurit Newman - Japón - Kaoru Maki - Venezuela - Olga Antonetti Núñez |

## Relevancia histórica del Miss Internacional 1962
- Australia gana Miss Internacional por primera vez.
- Argentina obtiene el puesto de Primera Finalista por primera vez.
- Panamá obtiene el puesto de Segunda Finalista por primera vez.
- Países Bajos obtiene el puesto de Tercera Finalista por primera vez.
- Estados Unidos obtiene por segunda vez el puesto de Cuarta Finalista. La primera vez fue en 1960.
- Alemania, Finlandia, Islandia, Irlanda, Israel, Países Bajos, Panamá y Taiwán repiten clasificación a semifinales.
- Alemania, Islandia e Israel clasifican por tercer año consecutivo.
- Argentina, Australia y Ecuador clasifican por primera vez.
- Estados Unidos, Japón, Inglaterra y Venezuela clasificó por última vez en 1960.

## Premios especiales
| Premio          | Ganadora |
| Miss Fotogénica | - Australia - Tania Verstak - Israel - Nurit Newman - Estados Unidos - Carolyn Joyner - Italia - Maria Vianello - Filipinas - Cynthia Ugalde |
| Miss Simpatía   | - Inglaterra - Sue Burgess |
| Chica Popular   | - Escocia - Elizabeth Burns |

## Premios preliminar a la competición
Estos premios se interrumpieron en la edición siguiente, por lo que estos premios sólo se adjudicaron de 1960 a 1962.
| Premio           | Ganadoras |
| Vestido Corto    | - Día 1: Israel - Nurit Newman - Day 2: Argentina - María Victoria Bueno - Day 3: Sudáfrica - Dina Maria Robbertse    |
| Vestido de Noche | - Día 1: Australia - Tania Verstak - Day 2: Estados Unidos - Carolyn Joyner - Day 3: Países Bajos - Catharina Lodders |
| Traje Nacional   | - Día 1: Escocia - Elizabeth Burns - Day 2: Irlanda - Mona Burrows - Day 3: Taiwán - Anne Yui Fang                    |

## Invitado
- Diane Olson - Miss Welcome to Long Beach

## Delegadas
50 delegadas concursaron en el certamen:
| - Alemania - Erni Jung - Antillas - Anne Marie Sutherland - Argentina - María Victoria Bueno - Australia - Tania Verstak - Austria - Inge Jaklin - Bélgica - Danièle Defrère - Bolivia - Olga Pantoja Antelo - Brasil - Julieta Strauss - Canadá - Susan Peters - Colombia - Sonia Heidman Gómez - Corea del Sur - Sohn Yang-ja - Ecuador - Margarita Leonor Arosemena Gómez - Escocia - Elizabeth Burns - Estados Unidos - Carolyn Joyner - Filipinas - Cynthia Lucero Ugalde - Finlandia - Eeva Malinen - Gales - Diane Thomas - Grecia - Ioanna Delakou - Guayana británica - Ave Henriques - India - Sheila Chonkar - Inglaterra - Sue Burgess - Irlanda - Mona Burrows - Islandia - Maria Gudmundsdóttir - Israel - Nurit Newman - Italia - Maria Vianello - Japón - Kaoru Maki | - Jordania - Vivian Nazzal - Líbano - Mona Slim - Liberia - Agnes Anderson - Luxemburgo - Brita Gerson - Malasia - Brenda Maureen Alvisse - Marruecos - Therese González - Nicaragua - María Elena Hasbani - Nueva Zelanda - Maureen Waaka - Noruega - Beate Brevik Johansen - Países Bajos - Catharina Johanna Lodders - Panamá - Ana Cecilia Maruri - Paraguay - Gloria Alderete Irala - Perú - Rosa Isabel Raschio - Puerto Rico - Agnes Toro Garratón - República Dominicana - Milagros García Duval - Singapur - Nancy Liew - Sri Lanka - Jennifer Labrooy - Sudáfrica - Aletta Strydom - Suecia - Karin Hyldgaard Jensen - Suiza - Rosemarie Loeliger - Tahití - Tatiana Flohr - Taiwán - Anne Yui Fang - Turquía - Güler Samuray - Uruguay - Silvia Romero - Venezuela - Olga Antonetti Nunez |

## Sobre los países en Miss Internacional 1962

### Debut
- Antillas - Anne Marie Sutherland
- Liberia - Agnes Anderson
- Nicaragua - María Hasbani
- República Dominicana - Milagros García Duval

### Retiros
- Birmania
- Borneo - Jane Lim (por enfermedad)
- Dinamarca
- España - Acidalia Medina
- Francia - Michèle Wargnier (desmayada durante las preliminares)
- Guatemala
- Haití - Mireille Hollant
- Hong Kong
- Madagascar

### Regresos
- Compitieron por última vez en 1960:
  -  Jordania
  -  Singapur

### Crossovers
Miss Universo
- 1963:  Turquía - Güler Samuray
- 1964:  Bélgica - Danièle Defrère

Miss Mundo
- 1961:  Turquía - Güler Samuray (Top 15)
- 1962:  Países Bajos - Catharina Lodders (Ganadora)
- 1962:  Australia - Inge Jaklin
- 1962:  Luxemburgo - Brita Gerson
- 1962:  Nueva Zelanda - Maureen Waaka
- 1964:  Bélgica - Danièle Defrère

Miss Naciones Unidas
- 1963:  Turquía - Güler Samuray

Miss Europa
- 1962:  Países Bajos - Catharina Lodders (3.° Finalista)
- 1962:  Noruega - Beate Brevik Johansen
- 1964:  Bélgica - Danièle Defrère